# ウルトラスーパーピクチャーズ
株式会社ウルトラスーパーピクチャーズ（英: ULTRA SUPER PICTURES）は、アニメ制作会社のサンジゲン、トリガー、ライデンフィルムを傘下に持つ日本の事業持株会社。

## 概要
3DCGアニメーションの制作を手がけるサンジゲンと2Dアニメーションの制作を手がけるトリガー、ライデンフィルムの3社を統括する持株会社で、2011年8月にグッドスマイルカンパニー、マックスファクトリー、ブシロード、ニトロプラス、ピクシブの出資を受け設立された。社名の略称は「USP」「ウルピク」「ウスピク」「ウルトラ」など、様々なものがある。
2011年春頃、当時『ブラック★ロックシューター』の制作をサンジゲンと共同で進めていたOrdetは、大阪を基盤にしたスタジオであるため東京で仕事をすることに不安を感じていた。一方、松浦自身が経営するサンジゲンもこれからの仕事について考えることがあった。さらに、同作の製作・出資に関わっているグッドスマイルカンパニー社長の安藝貴範も様々なアニメ作品に出資する中で思惑があり、そうした中で安藝は松浦に対し「Ordetと合併してみては」と冗談で話したという。その言葉を聞いた松浦が、制作現場における環境の維持・改善などを目的にOrdetと協力体制を築くことになった。さらに、この企画に各企業が賛同したことにより株式会社ウルトラスーパーピクチャーズが設立された。設立の際、各社の特色を活かすために合併という形にはせずホールディングスの形が執られた。
映像コンテンツ受託事業・コンテンツ開発制作事業としては、アニメーション制作会社のサンジゲン、トリガー、Ordet、ライデンフィルムがアニメチームを、ニトロプラスとピクシブがシナリオチームを結成し、世界的な市場も意識したコンテンツを制作していく。また、各スタジオが個性を活かした作品を制作するためのバックアップを行い、作品のプロモーションのほか、2013年に放送されたトリガー制作のテレビアニメ『キルラキル』やサンジゲン制作のテレビアニメ『蒼き鋼のアルペジオ』より本格的に関連会社が関わる製作委員会に出資・参加している。さらに、2014年に公開された『アルモニ』ではアニメーションの制作会社としてウルトラスーパーピクチャーズ名義が使用された。
ライセンス管理事業については、各企業によって制作された作品のライセンスを集中管理することによりシナジー効果を生み出し、これによる投資の回収、新たなコンテンツの制作につなげることを目的としている。

## 沿革
- 2006年3月3日 - 「株式会社サンジゲン」設立
- 2007年8月10日 - 「株式会社Ordet」設立
- 2011年
  - 8月8日 - 「株式会社ウルトラスーパーピクチャーズ」設立、サンジゲンとOrdetが傘下に入る
  - 8月22日 - 「株式会社トリガー」設立。ウルトラスーパーピクチャーズの傘下に入る。
- 2012年2月 - 有限会社バーナムスタジオと共同で「株式会社ライデンフィルム」を設立。ウルトラスーパーピクチャーズの傘下に入る。
- 2014年10月10日 - サミー株式会社と共同で「株式会社ギャラクシーグラフィックス」を設立。ウルトラスーパーピクチャーズの傘下に入る。
- 2015年7月 - TOKYO MX・BS11にてグループ制作作品を含む短編アニメ3本を包括する30分のアニメ枠『ULTRA SUPER ANIME TIME』を開始、2016年6月終了。
- 2017年10月10日 - 株式会社SOLA ENTERTAINMENT、ギャラクシーグラフィックス 、東映アニメーションの共同出資により、フルCGアニメーションなどを制作するスタジオ「株式会社TENH ANIMATION MAGIC」を設立。松浦が取締役副社長を務める[7]。
- 2018年6月1日 - KADOKAWA・サミー・ウルトラスーパーピクチャーズの出資により、デジタル作画と3DCGの映像技術を融合させたハイブリッドデジタルアニメーション制作スタジオ「株式会社ENGI」を共同で設立。松浦が顧問を務める[8]。
- 2019年3月4日 - USPが債権者として申請した元取締役の山本寛の破産申立が受理される[9]。
- 2025年
  - 3月1日 - Ordetを吸収合併[10]。
  - 4月1日 - 松浦が代表取締役を退任し、後任の代表取締役にはムービックやピクシブの代表取締役社長などを経て2024年よりUSPの取締役を務めていた國枝信吾が就任[11][12]。

## 傘下企業
- 株式会社サンジゲン
- 株式会社トリガー
- 株式会社ライデンフィルム

### 過去の傘下企業
- 株式会社Ordet - 2016年に活動停止。2025年3月1日付でウルトラスーパーピクチャーズに吸収合併され解散。
- 株式会社ギャラクシーグラフィックス - 2014年10月10日にウルトラスーパーピクチャーズとサミーが共同出資で設立。2024年6月付でサミーの完全子会社となった。

## 関連企業
- 株式会社TENH ANIMATION MAGIC - 出資
- 株式会社ENGI - 出資（5%）
- アーチ株式会社 - プロデューサーを務めた平澤直が2017年に設立[13]。

## 制作作品
ウルトラスーパーピクチャーズ名義のアニメーション制作作品のみ記載。

### 劇場アニメ
- アルモニ（2014年、アニメミライ2014参加作品、製作、制作元請：スタジオ・リッカ）
- モンスターストライク THE MOVIE はじまりの場所へ（2016年、ライデンフィルム、XFLAG PICTURESと共同制作）

### Webアニメ
- モンスターストライク（2015年、スタジオ雲雀との共同制作）

## 役員

### 歴代代表取締役
| # | 氏名     | 任期            | 備考                                           |
| - | -------- | --------------- | ---------------------------------------------- |
| 1 | 松浦裕暁 | 2011年 - 2025年 | サンジゲン創業者・代表取締役                   |
| 2 | 國枝信吾 | 2025年 -        | ムービック・ピクシブの代表取締役社長などを歴任 |

### 取締役
- 安藝貴範
- 宇佐義大
- 里見哲朗

### 過去の役員
- 山本寛（元取締役、債権者として山本の破産申立を行う）
- 大塚雅彦（元取締役）